# Paràbola del jutge injust
El jutge injust (també anomenada Paràbola del jutge i la vídua) és una paràbola de l'Evangeli segons Lluc. Aborda l'assumpte del prec i de la seva constància.

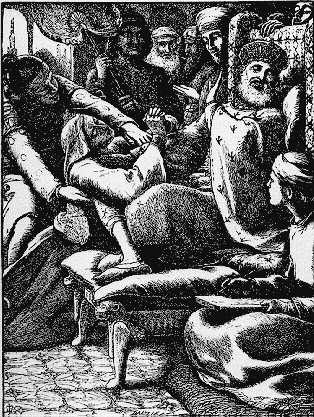
Paràbola del Jutge injust de John Everett Millais (1863)

## Text
Evangeli segons Lluc, capítol 18, versicles 1 a 8 :
1 Jesús els va proposar una paràbola per fer-los veure que cal pregar sempre sense defallir:
2 --En una ciutat hi havia un jutge que no tenia temor de Déu ni consideració pels homes.
3 A la mateixa ciutat hi havia una viuda que l'anava a trobar sovint i li deia:
»--Fes-me justícia contra l'home amb qui tinc un plet.
4 »Durant molts dies el jutge no en feia cas, però finalment va pensar: "Jo no tinc temor de Déu ni consideració pels homes, 
5 però aquesta viuda m'amoïna tant que li hauré de fer justícia; si no, anirà venint aquí fins que no podré aguantar més."
6 I el Senyor va afegir:
--Fixeu-vos què diu aquest jutge, que és injust.
7 ¿I Déu no farà justícia als seus elegits que clamen a ell de nit i de dia? ¿Creieu que els tindrà esperant? 
8 Us asseguro que els farà justícia molt aviat. Però el Fill de l'home, quan vingui, ¿trobarà fe a la terra?

## Interpretació
Benet XVI a la seva homilia del diumenge 17 d'octubre de 2010 va parlar d'aquesta paràbola. Va dir en aquest ofici celebrat en l'honor de canonitzats: "si un jutge injust es deixa, a la fi, convèncer pel prec d'una vídua, Déu, que és bó, exaudirà més el que resa. Déu, en efecte, és la generositat en persona, és misericordiós i sempre està disposat a escoltar els precs. Doncs, no hem de desesperar mai, sinó perseverar sempre en el prec".